# Galaxy Science Fiction

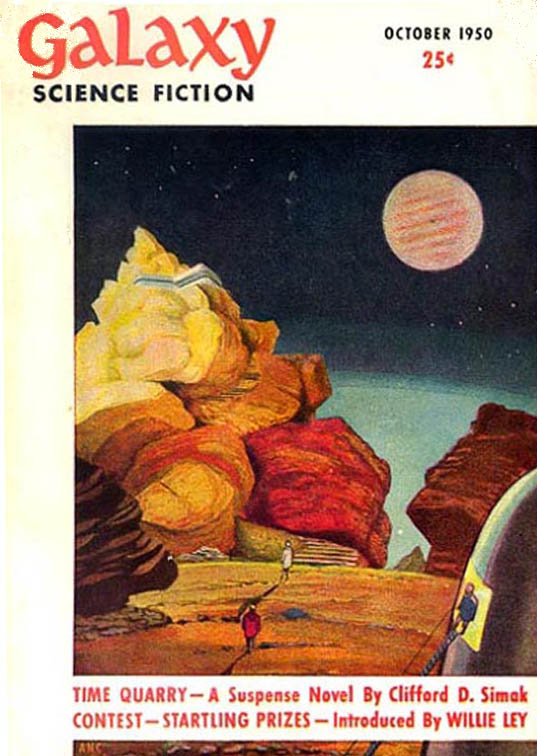
Omslaget till det första numret av Galaxy, tecknat av David Stone.

Galaxy är en amerikansk science fiction-tidskrift. Den publicerades mellan 1950 och 1980 och redigerades under sin storhetstid av H.L. Gold, då den regelbundet publicerade författare som Fritz Leiber, Theodore Sturgeon, Clifford Simak, Ray Bradbury och Philip K. Dick.
En svensk upplaga utgavs med inalles 19 nummer från september 1958 till juli 1960 av förlaget AB Illustrerade klassiker. Ansvarig utgivare var Sten Möllerström, redaktör Henrik Rabe och i redaktionen ingick Uno Florén, Gustaf-Adolf Mannberg och Pär Rådström. Utöver noveller, samt en enda följetong, översatta från den amerikanska modertidskriften publicerade den svenska Galaxy också originalnoveller av svenska författare, bland dem Börje Crona, Ralf Parland och Pär Rådström.